# Яковлева, Александра Геннадьевна
Яковлева Александра Геннадьевна (род. в 1990 году) — российский прозаик, критик.

## Биография
Родилась 4 июня 1990 года в городе Омске Омской области. Окончила Омский государственный университет им. Ф. М. Достоевского по специальности «филология».
Прозаик, критик. Произведения опубликованы в литературных журналах «Наш современник», «Дон», «Складчина», «Образ», сетевом литературном журнале «Формаслов», сборнике рассказов современных мастеров «Фантастический век» (издательство «Перископ-Волга», 2020).
Автор книги «Вот она я» (издательский дом «Наука», 2018). Автор киноведческих статей и рецензий на театральные постановки Омского государственного музыкального театра.
Живёт в Омске.

## Современники об Александре Яковлевой
Андрей Тимофеев: «Александра Яковлева из Омска, автор книги „Вот она я“, прозаик, пишущий обычно в реалистической манере. Но именно в рассказе „Дуда“, оторвавшись от привычной реальности, она обретает подлинную внутреннюю свободу… Эта вкусная метафористическая проза, вдруг уходящая в бытийную глубину, где тяжёлый вздох смерти и боли преодолевается отчаянной жаждой жизни и любви».
Яна Сафронова (редактор отдела критики журнала «Наш современник»): «Увлекаешься этим степенным велеречивым сказом и не замечаешь, как судорожно перелистываешь страницы в напряжении: а что же будет дальше? Всё потому, что на фоне сказочной природы, переплавляемой в знаки мифологическим сознанием героев, разворачивается серьёзная человеческая драма».

## Награды и премии
- Шорт-листер Международной литературной премии им. А. М. Горького (2017);
- Лауреат I степени молодёжной региональной литературной премии им. Ф. М. Достоевского в номинации «проза» (2018);
- Лауреат III степени IV Международного фестиваля-конкурса «Русский Гофман» в номинации «проза» (2019);
- Лауреат III степени Международного литературного конкурса малой прозы «ЭтноПеро» (2019).